# 하원군
하원군 이정(河原君 李鋥, 1545년 1월 23일 ~ 1597년 10월)은 조선 중기 왕손(王孫)으로 덕흥대원군의 첫째 아들이며, 제14대 선조(宣祖)의 큰 형이다. 1591년(선조 24) 광국원종공신 1등에 특별히 책록되고, 사후에는 임진왜란 때의 공로로 1604년(선조 36) 호성원종공신2등에 녹훈되었다. 1614년(광해군 6년) 8월 27일 위성원종공신 2등(衛聖原從功臣二等)에 추록되었다.

## 생애

### 생애 초반
휘(諱)는 정(鋥), 자(字)는 백강(伯剛)이다. 1545년(인종 1) 2월 4일(음력 1월 23일)에 한성 서부 인달방 도정궁(都正宮)에서 탄생하였다. 1558년(명종 13)에 하원정(河原正)에 책봉되었고, 1559년(명종 14) 외간(外艱)를 만나 1561년(명종 16)에 복기(服期)를 마치고, 승헌대부(承憲大夫) 하원군(河原君)에 봉작되었다.
이해 남양인 영의정 홍섬(洪暹)의 딸인 남양군부인 홍씨와 길례를 올렸다. 슬하에 자녀 3남 1녀를 두었다. 남양군부인 홍씨가 죽자 선전관 증 이조판서 이의로(李義老)의 딸인 신안군부인 이씨와 재혼하였다. 슬하에 자녀는 두지 못하였고, 부실 4명에서 6남 5녀를 두었다.

### 선조 즉위 이후
1567년(명종 22) 내우(內憂)을 만났고, 이해 6월에 동생이자 대원군 3남인 하성군이 제13대 명종의 뒤를 이어 입승 대통을 하고, 1569년(선조 2)에 사친 내외를 추존하고, 작위 1품에 가자하였다. 선조의 잠저(도정궁)에 가묘(家廟, 덕흥궁)를 세워 봉사(奉祀)하도록 하였다.
1577년(선조 10) 선조(宣祖)가 친히 대원군 가묘(덕흥궁)에 제향을 모시고, 현록대부(顯錄大夫)에 봉하고, 종친들을 초대하여 1등주와 1등악을 내려 태평관에서 연회를 베풀었다. 1581년(선조 14) 문소전, 연은전, 종부사옹, 시원 등의 총책의 명을 받았다. 1591년(선조 24) 종계변무가 성사되자 특별히 광국원종공신 1등에 특별히 책록되었다.

### 임진왜란 기간 중
1592년(선조 25) 4월에 임진왜란을 맞자 임금을 호종하여 의주로 피난갔다. 1593년(선조 26) 상소를 올려 "종실자손 중에서도 유능한 자는 문무 양과에 응시하도록 하자고 주장하는 한편", 1596년(선조 29) "왕은 위로는 조종(朝宗)의 위대한 치적을 항상 생각하고 아래로는 신민(臣民)들의 피나는 정성을 존중하면서 다수의 의견을 좇아야 한다."고 주장하였다.
그 이듬해에는 국토를 유린한 왜군과 투쟁하기 위하여 분의복수군(奮義復讐軍)에 가담하기도 하였다.

### 최후
1597년(선조 30) 가을에는 내전(內殿)이 수안군(遂安郡)으로 파천(播遷)할 때에 사옹제조로서 따라 갔다. 이해 11월(음력 10월)에 그곳에서 죽어 이듬해 12월 29일에 양주 남면 수락산 기슭 선영 곁에 즉 대원군묘 계하 신좌에 예장하였다.

### 사후
1604년(선조 37) 호성원종공신2등(扈聖原從功臣二等)에 책록되었고, 1614년(광해군 6년) 8월 27일 위성원종공신 2등(衛聖原從功臣二等)에 추록되었다. 1758년(영조 34) 시호를 내리고, 예관을 보내 치제하였다. 시호는 의헌(懿獻)이라 하였고, 온유현선(溫柔賢善)은 "따듯하고 부드러우며 어질고 착하다"를 의(懿)라하고, 향충내덕(嚮忠內德)은 "충성을 다하고 안으로 덕이 있다"를 헌(獻)이라 하였다.
1771년(영조 47) 영조의 명으로 덕흥궁(德興宮)에 신주는 불천지위로 향사되었다. 현재 묘역과 신도비는 덕흥대원군묘에 포함되어 경기도기념물 제55호로 지정보호받고 있다.

## 가족 관계
- 아버지 : 덕흥대원군(德興大院君, 1530년 - 1559년)
- 어머니 : 하동부대부인 정씨(河東府大夫人 鄭氏, 1522년 - 1567년), 하동인(河東人) 판중추부사 정세호(鄭世虎, 1486년 - 1563년)의 딸.
  - 동생 : 하릉군(河陵君, 1546년 - 1592년)
  - 동생 : 선조(宣祖, 1552년 - 1608년)
  - 여동생 : 이명순(李明順, 1548년 - ?년), 광주인 안황(安滉, ?년 - 1593년)에게 출가.
  - 이복동생 : 이혜옥(李惠玉, 1558년 - ?년), 고성인 남충원(南忠元)에게 출가.
- 정실 : 남양군부인 홍씨(南陽郡夫人 洪氏, 1544년 - 1569년), 남양인(南陽人) 영의정 강녕군 홍섬(江寧君 洪暹, 1504년 - 1585년)의 딸.
  - 장남 : 당은군 이인령(唐恩正 李引齡, 1562년 - 1615년)
  - 차남 : 익성군 이향령(益城正 李享齡, 1566년 - 1614년)
  - 3남 : 영제군 이석령(寧堤君 李錫齡, 1568년 - 1623년), 숙부 하릉군(河陵君)에게 출계.
  - 장녀 : 이희령(李稀齡, 1563년 - ?년), 행주인(幸州人) 영의정 덕평부원군 기자헌(德平府院君 奇自獻, 1562년 - 1624년)에게 출가.
- 계실 : 신안군부인 이씨(新安郡夫人 李氏, 1556년 - 1616년), 성주인(星州人) 선전관 증 이조판서 이의로(李義老)의 딸.
- 첩실 1: 풍천 임씨(豐川 任氏), 군자감(軍資監) 첨정(僉正) 임중신(任重臣, 1517년 - 1580년)의 딸.
  - 서차녀 : 이계령(李繼齡, 1572년 - ?년), 풍산인(豊山人) 사과 김극가(金克家)에게 출가(出嫁)
  - 서장남 : 성해부정 이종령(成海副正 李宗齡, 1573년 - ?년)
- 첩실 2: 장월당(長月堂) 수원 백씨(水原 白氏), 생원 백관(白琯)의 딸
  - 서장녀 : 이경령(李慶齡, 1571년 - ?년), 진주인(晉州人) 현감 강극유(姜克裕)에게 출가(出嫁)
  - 서3녀 : 이숙령(李淑齡, 1572년 - ?년), 함창인(咸昌人) 찰방 김정립(金廷立)에게 출가(出嫁)
  - 서4녀 : 이영령(李永齡, 1574년 - ?년), 백천인(白川人) 유철(兪轍)에게 출가(出嫁)
  - 서차남 : 장림도정 이덕령(長臨都正 李德齡, 1575년 - 1638년)
- 첩실 3: 안산 안씨(安山 安氏)
  - 서3남 : 연성수 이복령(蓮城守 李福齡, 1578년 - 1613년)
- 첩실 4: 진산 이씨(珍山 李氏), 참판 이영의 딸
  - 서4남 : 진산군 이유령(珍山君 李有齡, 1584년 - 1643년)
  - 서5남 : 진성군 이해령(珍城君 李海齡, 1595년 - 1655년)
  - 서6남 : 진양군 이담령(珍陽君 李聃齡, 1598년 - 1662년)
  - 서5녀 : 이옥령(李玉齡, 1583년 - ?년), 의령인(宜寧人) 봉사 남영립(南英立)에게 출가(出嫁)

## 같이 보기
- 선조
- 덕흥대원군
- 하동부대부인 정씨
- 도정궁
- 덕흥궁
- 덕흥대원군묘
- 덕릉재실